# Église protestante de la Meinau
L'église protestante de la Meinau est une église protestante située avenue Christian Pfister dans le quartier de la Meinau à Strasbourg.
Depuis 1948 la communauté protestante de la Meinau célébrait son culte dans une salle de classe de l'école du quartier. En 1953 la ville de Strasbourg mit à disposition de la paroisse protestante du Neudorf un terrain à la Meinau en vue d'y construire une église. Celle-ci est inaugurée en 1955. Elle devient une paroisse autonome en 1965.
L'orgue actuel a été construit en 2002 par Georges Frédéric Walther, en intégrant certains éléments de l'église du Sacré-Cœur de la Montagne-Verte.